# سرغرك (بهمئي غرمسيري الجنوبي)
سرغرك (بالفارسية: سرگرک) هي قرية تقع في إيران في قسم بهمئي غرمسیري الجنوبي الريفي. يقدر عدد سكانها بـ 50 نسمة بحسب إحصاء 2016.